# Rousies
Rousies là một xã ở tỉnh Nord ở miền bắc nước Pháp. Xã này có diện tích 5,79 km², dân số năm 1999 là 4257 người. Xã nằm ở khu vực có độ cao từ 122-167 mét trên mực nước biển.
Xã này toạ lạc về phía nam của Maubeuge. 